# Синьокам'янка
Синьока́м'янка (до 1945 року — Кокташ, крим. Köktaş, рос. Синекаменка) — село в Україні, у Білогірському районі Автономної Республіки Крим. Підпорядковане Земляничненській сільській раді. населення становить 377 осіб.

## Географія
Селом протікає річка Баймурза.

## Населення
Згідно з переписом УРСР 1989 року чисельність наявного населення села становила 298 осіб, з яких 136 чоловіків та 162 жінки.
За переписом населення України 2001 року в селі мешкало 376 осіб.

### Мова
Розподіл населення за рідною мовою за даними перепису 2001 року:
| Мова              | Відсоток |
| ----------------- | -------- |
| кримськотатарська | 57,29 %  |
| російська         | 36,07 %  |
| українська        | 5,04 %   |
| болгарська        | 0,27 %   |
| інші              | 1,33 %   |